# إبينج فوريست (دائرة انتخابية في المملكة المتحدة)
ابينج فوريست  (بالإنجليزية: Epping Forest)‏ هي إحدى الدوائر الانتخابية في المملكة المتحدة الممثلة في مجلس العموم في برلمان المملكة المتحدة.
عضو البرلمان الذي يمثلها حالياً هو :Mrs Eleanor Laing (Con).